# یوهان باکایوکو
یوهان باکایوکو (انگلیسی: Johan Bakayoko؛ زادهٔ ۲۰ آوریل ۲۰۰۳) بازیکن فوتبال اهل بلژیک است.
وی همچنین در تیم‌های ملی فوتبال زیر ۱۷ سال بلژیک و زیر ۲۱ سال بلژیک بازی کرده‌است.